# عباس‌آباد قندی
عباس‌آباد قندی، روستایی است از توابع بخش هلالی و در شهرستان جغتای استان خراسان رضوی ایران.

## جمعیت
این روستا در دهستان میان جوین قرار دارد، و بر اساس سرشماری سال ١٣٩٥ جمعیت آن ٥٨١ نفر که از این تعداد ٣٠١ تن مرد و ٢٨٠ تن زن  (١٧٣ خانوار)
بوده‌است.